# 2 Crónicas 33
2 Crónicas 33 es el trigesimotercer capítulo del Segundo Libro de las Crónicas en el Antiguo Testamento de la  Biblia cristiana o de la segunda parte de los Libros de las Crónicas en la Biblia hebrea. El libro está compilado a partir de fuentes más antiguas por una persona o grupo desconocido, designado por los estudiosos modernos como «el Cronista», y su forma final se estableció a finales del siglo V o IV a. C. Este capítulo pertenece a la sección que se centra en el reino de Judá hasta su destrucción por los babilonios bajo Nabucodonosor y el comienzo de la restauración bajo Ciro el Grande de Persia (2 Crónicas 10 a 36). Contiene las crónicas de los reinados de Manasés y Amon, los reyes de Judá.

## Texto
Este capítulo fue escrito originalmente en el idioma hebreo y está dividido en 25 versículos.

### Testigos textuales
Algunos manuscritos antiguos que contienen el texto de este capítulo en hebreo bíblico son del Texto masorético, que incluye el Códice de Alepo (siglo X) y el Códice de Leningrado (1008).
También existe una traducción al griego koiné conocida como la Septuaginta, realizada en los últimos siglos a. C. Entre los manuscritos antiguos existentes de la versión de la Septuaginta se encuentran el Códice Vaticano (B; {\displaystyle \ ara{G}}B; siglo IV) y el Códice Alejandrino (A; {\displaystyle \ ara{G}}A; siglo V).

### Versículo 1

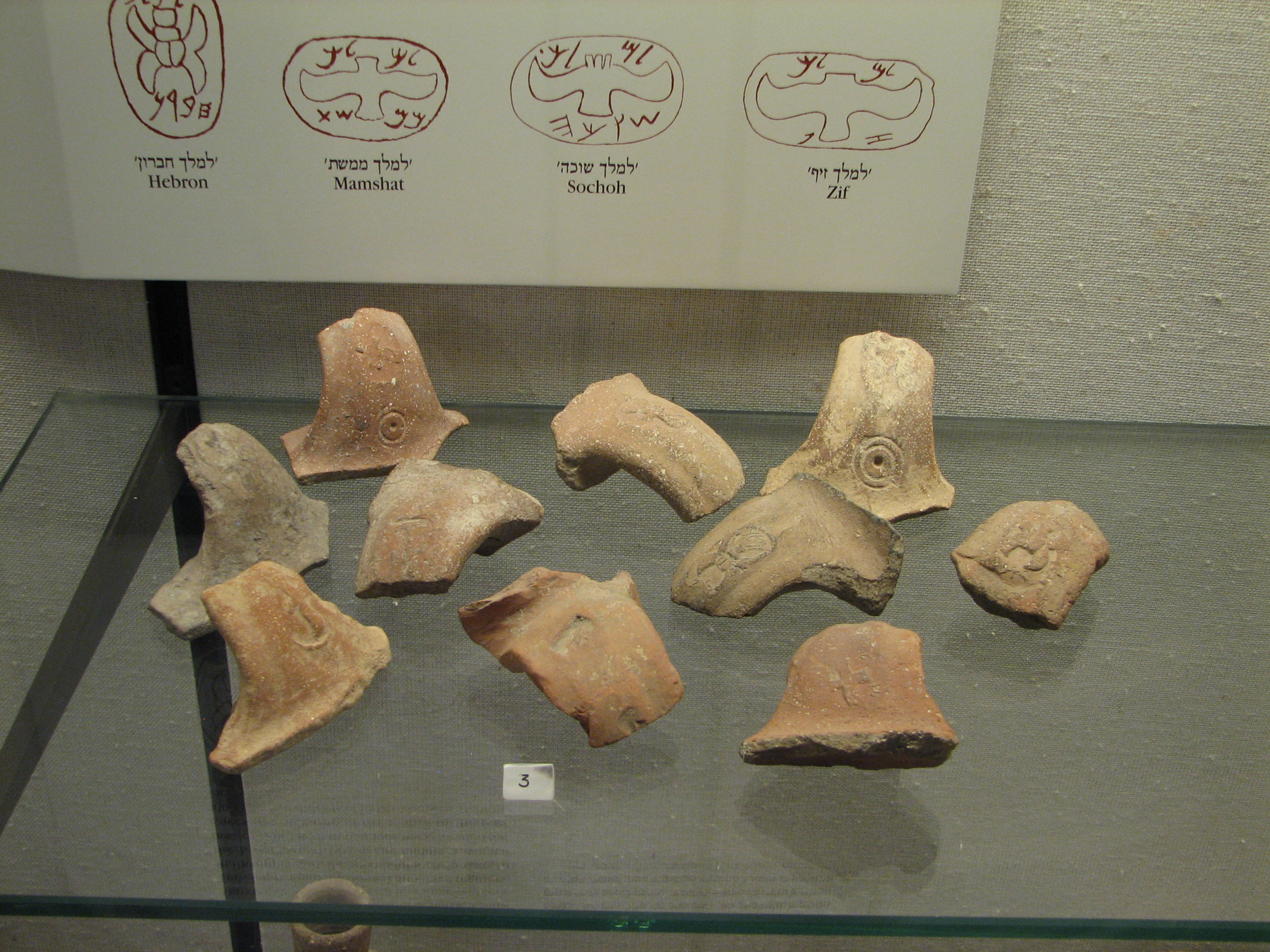
En el Museo Hecht, Israel, se estamparon sellos LMLK en los asas de grandes jarras de almacenamiento, principalmente en Jerusalén y sus alrededores durante el reinado del rey Ezequías (alrededor del 700 a. C.).

### Versículos 11-13

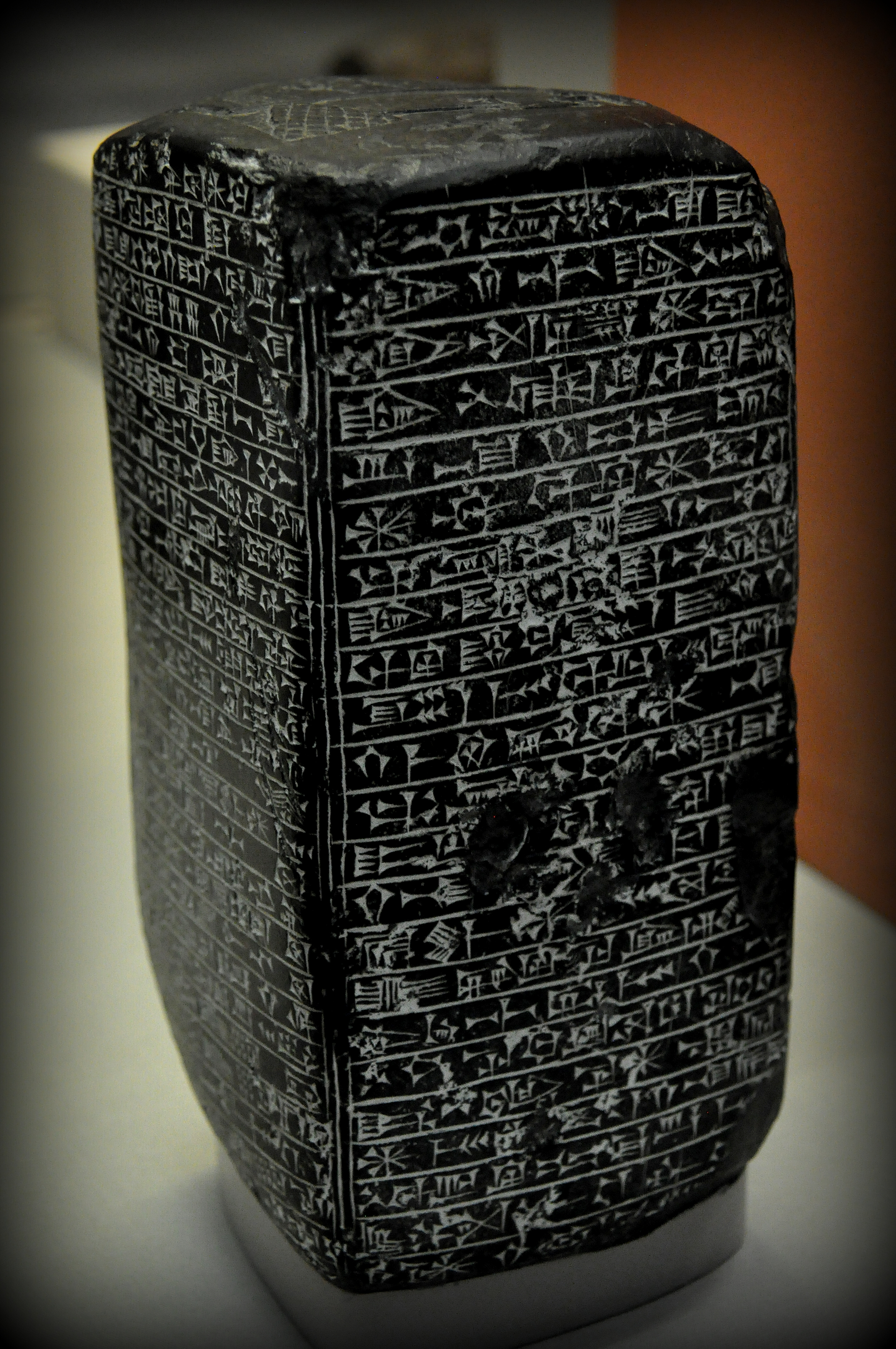
Monumento de basalto negro de Asaradón en cuneiforme sumerio-acadio tradicional, que narra su restauración de Babilonia. Alrededor del 670 a. C. Expuesto en el Museo Británico, BM 91027.

## Documentación extrabíblica sobre Manasés

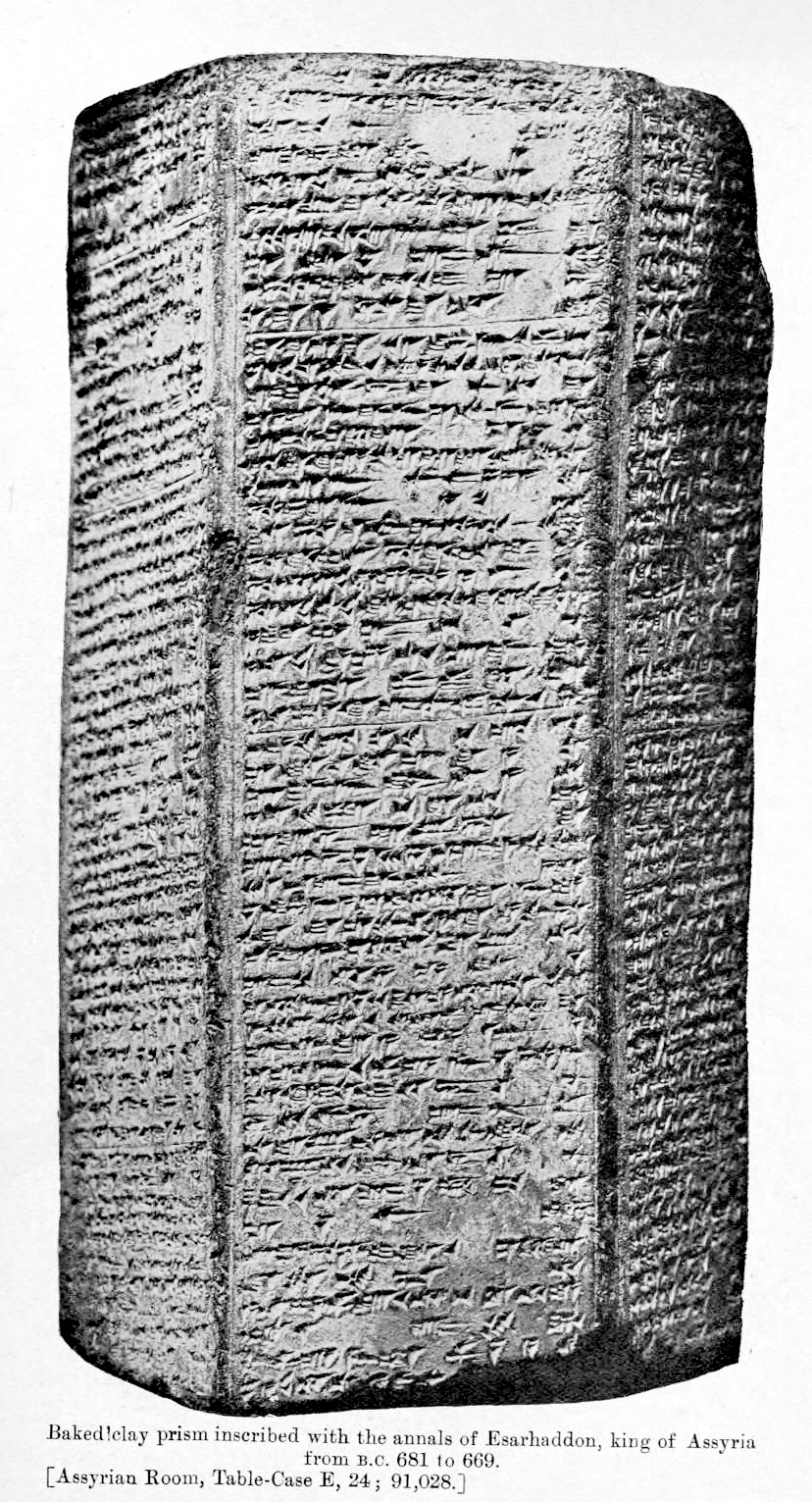
El cilindro de Asaradón mejor conservado, Museo Británico BM 91028.

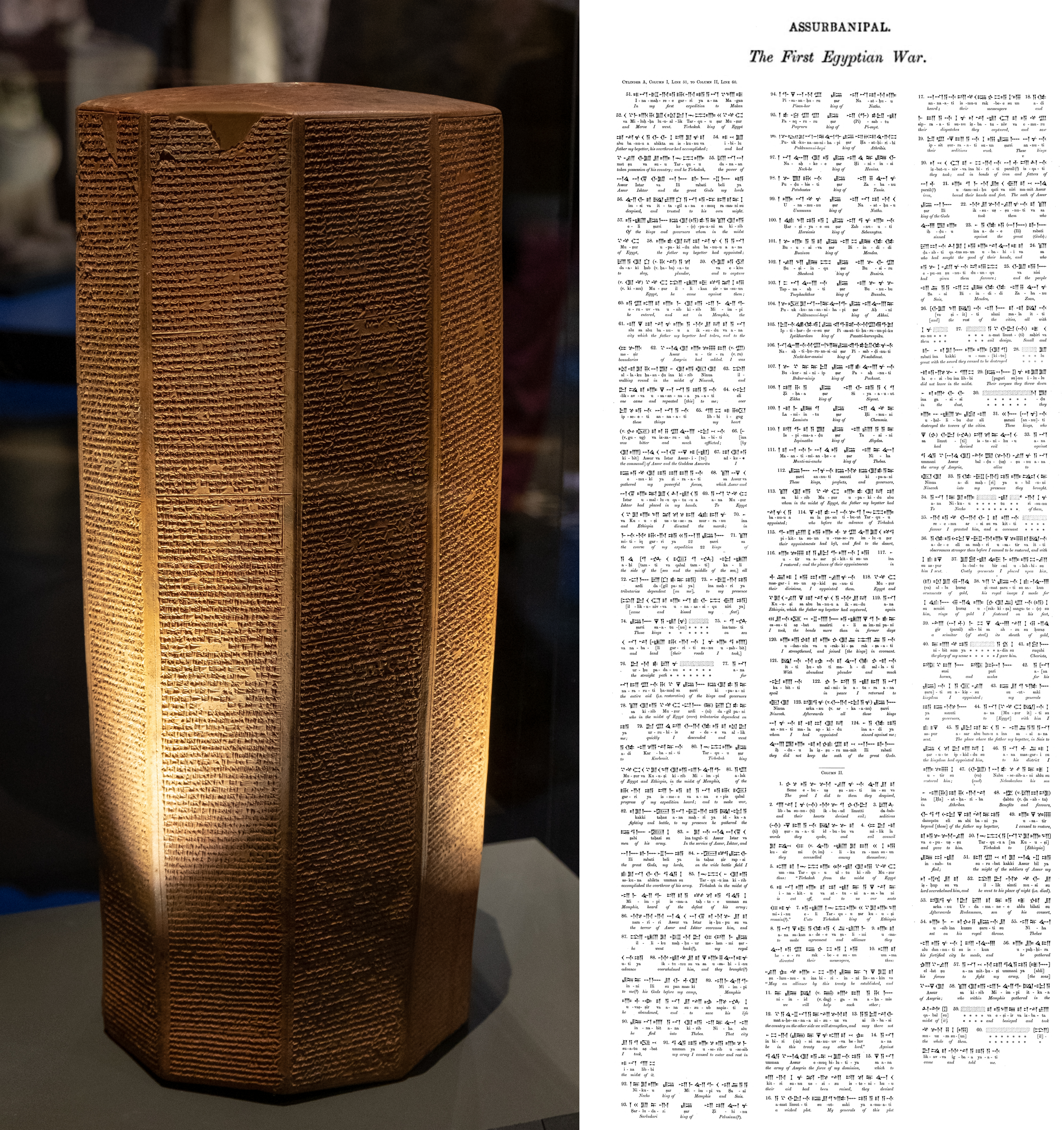
Cilindro de Rassam con la traducción de la Primera conquista asiria de Egipto, 643 a. C.